# La Rectoria de Joanet
La Rectoria de Joanet és una casa del poble de Joanet, al municipi d'Arbúcies (Selva) inclosa a l'Inventari del Patrimoni Arquitectònic de Catalunya.

## Descripció
La Rectoria de Joanet es troba a l'entrada del poble, a la Plaça de la rectoria. Es tracta d'una casa de dues plantes, coberta a doble vessant amb caiguda a la façana. Destaca la porta principal, emmarcada amb pedra i arc rebaixat. La resta d'obertures són rectangulars de diferents mides i no totes presenten marc de pedra, les de la planta baixa són simples i protegides per una reixa.
El parament és arrebossat i pintat de blanc i cal destacar un banc de pedra que es troba adossat a la façana.
Als anys quaranta es va reformar l'església de Sant Mateu de Joanet i va suposar la construcció d'una mena de pont cobert que comunica la rectoria amb l'església.
L'interior va ser reformat per adaptar-se als nous usos, com a casa de colònies, però manté alguns elements originals com és el paviment de peces de tova i algunes portes i finestres amb pedra. Per la part de darrere es va fer una ampliació i una terrassa des d'on es pot veure l'església.